# Александер Венцель (1944)
Александр Венцель (словац. Alexander Vencel starší; нар. 8 лютого 1944, Наділва, Угорщина) — словацький футболіст та тренер, виступав на позиції воротаря.

## Клубна кар'єра
Футбольний шлях розпочав у братиславському «Словані». У дорослому футболі дебютував у 1963 році в клубі «Дукла» (Комарно). З 1965 по 1977 рік виступав у братиславському «Словані», за який провів 321 матч у Першій лізі, 132 з яких відстояв «сухими». Найбільшого успіху на клубному рівні досяг у Кубку володарів кубків 1969 року, коли в фіналі турнірі «Слован» обіграв «Барселону» (3:2). Матч відбувся 21 травня 1969 року на нейтральному полі в швейцарському Базелі. У складі «Словану» тричі ставав переможцем чемпіонату Чехословаччини (1970, 1974, 1975) та дворазовим володарем кубку Чехословаччини (1968, 1974). Після цього ще протягом двох сезонів виступав за «Пластику» (Нітра) (тепер — ФК «Нітра»). Член клубу воротарів Ліги. У Кубку європейських чемпіонів зіграв 8 матчів, у Кубку володарів кубків — 10 поєдинків, у Кубку УЄФА — 8 матчів.
У 1980 році виїхав до Австрії, де грав за аматорський клуб «Слован» (Відень). У 1982 році у футболці вище вказаного клубу завершив кар'єру гравця.

## Кар'єра в збірній
У футболці національної збірної дебютував 19 вересня 1965 року в кваліфікації чемпіонату світу 1966 проти Румунії. Востаннє за збірну зіграв 30 березня 1977 року у кваліфікації Чемпіонату світу 1978 проти Уельсу. Володар золотої медалі Чемпіонату Європи 1976 року (хоча він не грав на чемпіонаті, а був «дублером» Іво Віктора), учасник Чемпіонату світу 1970 року в Мексиці, де зіграв у матчі групового етапу проти Румунії.
Незважаючи на тривалу кар'єру в національній збірній, на поле в її футболці виходив лише 25 разів.

## Кар'єра тренера
Працював помічником головного тренера у клубах «Кабло» (Братислава), ДАК (Дунайська Стреда) та «Спартак» (Трнава). У сезоні 2007/08 років допомагав тренувати «Слован» (Братислава).

## Особисте життя
Його син, Александер Венцель-молодший, також воротар, у середині 1990-х років виступав за збірну Словаччини.

## Статистика виступів
| Сезон            | Матчі | Голи | Хвилини | «Сухі» | Клуб                  |
| ---------------- | ----- | ---- | ------- | ------ | --------------------- |
| 1964/65          | 4     | 0    | 360     | 1      | «Слован» (Братислава) |
| 1965/66          | 23    | 0    | 2 070   | 7      | «Слован» (Братислава) |
| 1966/67          | 26    | 0    | 2 340   | 14     | «Слован» (Братислава) |
| 1967/68          | 23    | 0    | 1 987   | 11     | «Слован» (Братислава) |
| 1968/69          | 26    | 0    | 2 340   | 14     | «Слован» (Братислава) |
| 1969/70          | 30    | 0    | 2 700   | 19     | «Слован» (Братислава) |
| 1970/71          | 29    | 0    | 2 599   | 11     | «Слован» (Братислава) |
| 1971/72          | 26    | 0    | 2 250   | 6      | «Слован» (Братислава) |
| 1972/73          | 30    | 0    | 2 700   | 13     | «Слован» (Братислава) |
| 1973/74          | 29    | 0    | 2 610   | 9      | «Слован» (Братислава) |
| 1974/75          | 29    | 0    | 2 610   | 11     | «Слован» (Братислава) |
| 1975/76          | 22    | 0    | 1 958   | 8      | «Слован» (Братислава) |
| 1976/77          | 23    | 0    | 1 911   | 8      | «Слован» (Братислава) |
| Загалом у 1 лізі | 320   | 0    | 28 435  | 132    |                       |

## Титули і досягнення
- Чемпіон Європи: 1976